# Analog Award
Der Analog Award oder auch Analog Readers Poll Award ist ein Literaturpreis, der seit 1979 für in der Science-Fiction-Zeitschrift Analog Science Fiction and Fact erschienene Texte von den Lesern in einer jährlich stattfindenden Befragung vergeben wird.
Er wurde in folgenden Kategorien vergeben:
- Novella / Novelette (Kurzroman/Erzählung)
- Novelette (Erzählung)
- Short Story (Kurzgeschichte)
- Serial (Fortsetzungsroman)
- Article / Science Fact / Fact Article (Artikel/Sachbeitrag)
- Poetry (Lyrik; seit 2016)
- Cover Art (Umschlagbild)

Der Preis geht zurück auf eine von John W. Campbell als Analytical Laboratory (AnLab) im März 1938 eingeführten monatlichen Rubrik mit Leserbewertungen für die Texte der vorhergehenden Ausgabe. Der Siegerautor erhielt jeweils eine Bonuszahlung. Nach Campbells Tod 1971 wurden die monatlichen Bewertungen im Oktober 1976 eingestellt und von Stanley Schmidt 1979 als jährliche Befragung wieder eingeführt.
William Sims Bainbridge analysierte 1980 die monatlichen Befragungen der Jahre 1938 bis 1976 und bestimmte aufgrund dessen beliebteste Autoren aus dieser Zeit.

## Liste der Preisträger
Novella
- 2018 Michael F. Flynn: Nexus
- 2017 Adam-Troy Castro: The Coward’s Option
- 2016 Catherine Wells: Builders of Leaf Houses
- 2015 Richard A. Lovett: Music to Me
- 2014 Brad R. Torgersen: The Chaplain’s Legacy
- 2013 William Gleason & Richard A. Lovett: Nightfall on the Peak of Eternal Light
- 2012 Adam-Troy Castro: With Unclean Hands
- 2011 Richard A. Lovett & Mark Niemann-Ross: Phantom Sense
- 2010 Michael F. Flynn: Where the Winds Are All Asleep
- 2009 Dean McLaughlin: Tenbrook of Mars
- 2008 Barry B. Longyear: Murder in Parliament Street
- 2007 Barry B. Longyear: The Good Kill
- 2006 Michael A. Burstein: Sanctuary
- 2005 Rajnar Vajra: Layna’s Mirror
- 2004 Catherine Asaro: Walk In Silence
- 2003 Pat Forde: In Spirit
- 2002 Adam-Troy Castro: Sunday Night Yams at Minnie and Earl’s
- 2001 Catherine Asaro: A Roll of the Dice
- 2000 Adam-Troy Castro & Jerry Oltion: The Astronaut from Wyoming
- 1999 Catherine Asaro: Aurora in Four Voices
- 1998 Timothy Zahn: Starsong
- 1997 Bud Sparhawk: Primrose and Thorn
- 1996 Gregory Bennett: Fish Tank
- 1995 Michael F. Flynn: Melodies of the Heart
- 1994 G. David Nordley: Into the Miranda Rift
- 1993 G. David Nordley: Poles Apart
- 1992 Dean McLaughlin: Ode to Joy
- 1991 Lois McMaster Bujold: Weatherman
- 1990 Lois McMaster Bujold: Labyrinth
- 1989 James White: Sanctuary
- 1988 Pat Forde: The Gift
- 1987 Michael F. Flynn: Eifelheim
- 1986 George R. R. Martin: Loaves and Fishes
- 1985 Joseph H. Delaney & Marc Stiegler: Valentina
- 1984 David R. Palmer: Seeking
- 1983 Timothy Zahn: Pawn's Gambit
- 1982 David R. Palmer: Emergence
- 1981 George R. R. Martin: Nightflyers

Novelette
- 2018 C. Stuart Hardwick: For All Mankind
- 2017 Suzanne Palmer: Detroit Hammersmith: Zero-Gravity Toilet Repairman [Retired]
- 2016 Martin L. Shoemaker: Racing to Mars
- 2015 Brad R. Torgersen: Life Flight
- 2014 Amy Thomson: Buddha Nature
- 2013 Sean McMullen: Ninety Thousand Horses
- 2012 Gleichstand: John G. Hemry: Betty Knox and Dictionary Jones in the Mystery of the Missing Teenage Anachronisms / Richard A. Lovett: Jak and the Beanstalk
- 2011 Brad R. Torgersen: Outbound
- 2010 Stephen L. Burns: Chain
- 2009 Geoffrey A. Landis: The Man in the Mirror
- 2008 Michael F. Flynn: Quaestions Super Caelo et Mundo
- 2007 John G. Hemry: Lady Be Good
- 2006 Richard A. Lovett & Mark Niemann-Ross: NetPuppets
- 2005 Stephen L. Burns: Short Line Loco
- 2004 Richard A. Lovett: Tiny Berries
- 2003 Stephen L. Burns: Look Away
- 2002 Sean McMullen: Tower of Wings
- 2001 David Brin: Stones of Significance
- 2000 James Gunn: The Giftie
- 1999 Allen Steele: Zwarte Piet’s tale
- 1998 Grey Rollins: Trial by Ordeal
- 1997 Bud Webster: The Three Labors of Bubba
- 1996 Doug Larsen: A Portrait of My Grandfather
- 1980 Orson Scott Card: Songhouse
- 1979 Joan D. Vinge: Fireship

Short Story
- 2018 Edward M. Lerner: Paradise Regained
- 2017 Frank Wu: In the Absence of Instructions to the Contrary
- 2016 Kristine Kathryn Rusch: The Museum of Modern Warfare
- 2015 Gleichstand: Tom Greene: Another Man’s Treasure / Kristine Kathryn Rusch: Snapshots
- 2014 John G. Hemry: The War of the Worlds, Book One, Chapter 18: The Sergeant-Major
- 2013 Catherine Shaffer: Titanium Soul
- 2012 Craig DeLancey: Julie Is Three
- 2011 Kristine Kathryn Rusch: Red Letter Day
- 2010 Carl Frederick: The Universe Beneath Our Feet
- 2009 Tracy Canfield: Starship Down
- 2008 Brian Plante: The Astronaut
- 2007 John G. Hemry: Kyrie Eleison
- 2006 Ekaterina Sedia & David Bartell: Alphabet Angels
- 2005 Robert J. Sawyer: Shed Skin
- 2004 Brian Plante: Lavender In Love
- 2003 Stephen Baxter: The Hunters of Pangaea
- 2002 Rajnar Vajra: Jake, Me, and the Zipper
- 2001 Stephen Baxter: Sheena 5
- 2000 G. David Nordley: Democritus' Violin
- 1999 Stephen Baxter: Moon-Calf
- 1998 Brian Plante: Already in Heaven
- 1997 Ian Randal Strock: Living It Is the Best Revenge
- 1996 Michael A. Burstein: TeleAbsence
- 1995 Bud Webster: Bubba Pritchert and the Space Aliens
- 1994 Stephen L. Burns: White Room
- 1993 Jeffery D. Kooistra: Love, Dad
- 1992 Don Sakers: The Cold Solution
- 1991 W. R. Thompson: VRM-547
- 1990 Amy Bechtel: The Happy Dead
- 1989 Amy Bechtel: The Circus Horse
- 1988 Jerry Oltion: The Love Song of Laura Morrison
- 1987 Roger MacBride Allen: Phreak Encounter
- 1986 Stephen L. Burns: A Touch Beyond
- 1985 David Brin: The Crystal Spheres
- 1984 Grant D. Callin: Deborah’s Children
- 1983 Spider Robinson: Melancholy Elephants
- 1982 F. Paul Wilson: Green Winter
- 1981 Clifford D. Simak: Grotto of the Dancing Deer
- 1980 Ted Reynolds: Can These Bones Live?
- 1979 Orson Scott Card: Lifeloop

Serial
- 1986 Timothy Zahn: Spinneret
- 1984 Robert L. Forward: Rocheworld
- 1982 Dean McLaughlin: Dawn
- 1981 Lisa Tuttle & George R. R. Martin: One-Wing
- 1980 John Varley: Titan
- 1979 Spider Robinson & Jeanne Robinson: Stardance II